# Il trappolone
Il trappolone è stato un programma televisivo italiano andato in onda per una edizione e 8 puntate su Rai 2 dal 29 giugno all'8 agosto 1984.

## Caratteristiche
Diretto da Beppe Recchia e condotto da Renzo Montagnani, Daniela Poggi e Silvan, il programma, che andava in onda alle 20:30, era una via di mezzo tra il varietà e il game show: nella parte dedicata al varietà, condotta dalla Poggi, c'erano sketches comici (dove partecipò tra gli altri Enzo Garinei) e balletti; per la parte musicale l'ospite fissa era Giuni Russo, che presentò alcuni brani dell'album Mediterranea.
Nella parte dedicata al quiz, condotta da Montagnani, che il programma era infatti l'antenato di Ciao Darwin, su Canale 5, si sfidavano due squadre composte ciascuna di sei persone (tre uomini e tre donne) provenienti dalle città italiane (nella prima puntata si sfidarono Manfredonia e Cervia), dove il premio in palio era uno scuolabus; inoltre, c'era una terza parte condotta da Silvan, che tornò dopo due anni alla conduzione televisiva, dove proponeva semplici giochi illusionistici sotto forma di domande rivolte al pubblico presente in studio.

## Sigle
La sigla iniziale, a cartoni animati, era Il trappolone, brano strumentale di Riccardo Vantellini; la sigla di chiusura, Che trappola, era cantata da Daniela Poggi.